# Liste der Naturdenkmale in Traben-Trarbach
Die Liste der Naturdenkmale in Traben-Trarbach nennt die im Gemeindegebiet von Traben-Trarbach ausgewiesenen Naturdenkmale (Stand 18. März 2024).

## Naturdenkmale
| Nr.         | Bezeichnung                | Lage                                                                 | Beschreibung                                                | Bild                                    |
| ----------- | -------------------------- | -------------------------------------------------------------------- | ----------------------------------------------------------- | --------------------------------------- |
| ND-7231-483 | Eiche                      | Traben, Festungsstraße Lage                                          | Quercus sp.                                                 | Direkt Bild zu diesem Denkmal hochladen |
| ND-7231-487 | Wildstein                  | Bad Wildstein, westlich des Ortes; Abteilung Wildsteiner Wiesen Lage | Felsformation                                               | Direkt Bild zu diesem Denkmal hochladen |
| ND-7231-488 | Pferdekopf mit Heidetreppe | Kautenbach, östlich des Ortes; Abteilung Osterroth Lage              | Felsformation; angeblich eine vorgeschichtliche Opferstätte | Direkt Bild zu diesem Denkmal hochladen |
| ND-7231-489 | Kampsteine                 | Trarbach, nördlich des Hödeshofs; Flur Kampstein Lage                | Felsenformation; flächenhaftes Naturdenkmal, ca. 0,7 ha     | Direkt Bild zu diesem Denkmal hochladen |
| ND-7231-494 | Bischofsmütze              | Bad Wildstein, südlich des Ortes; Abteilung Gottwertshöhe Lage       | Felsenformation                                             | Direkt Bild zu diesem Denkmal hochladen |

## Ehemalige Naturdenkmale
| Nr. | Bezeichnung                        | Lage                                                           | Beschreibung                                                                | Bild                                    |
| --- | ---------------------------------- | -------------------------------------------------------------- | --------------------------------------------------------------------------- | --------------------------------------- |
|     | Pfingstbuche                       | Kautenbach, 800 m östlich des Ortes im Zweibachtal             | Fagus sylvatica; Rechtsverordnung aufgehoben                                | Direkt Bild zu diesem Denkmal hochladen |
|     | Klosterruine nebst Umgebung        | Wolf, südwestlich des Ortes Lage                               | Rechtsverordnung aufgehoben, als Kulturdenkmal geschützt                    | Fotos hochladen                         |
|     | Dicke Buche                        | Traben, östlich des Ortes; Abteilung Besch Lage                | Fagus sylvatica; Rechtsverordnung aufgehoben                                | Direkt Bild zu diesem Denkmal hochladen |
|     | Kleine Buche                       | Traben, östlich des Ortes; Abteilung Besch Lage                | Fagus sylvatica; Rechtsverordnung aufgehoben                                | Direkt Bild zu diesem Denkmal hochladen |
|     | Eiche                              | Trarbach, westlich des Ortes; Abteilung Hahn Lage              | Quercus sp.; Rechtsverordnung aufgehoben                                    | Direkt Bild zu diesem Denkmal hochladen |
|     | Friedenseiche von 1870/71          | Traben, Am Laubloch Lage                                       | Quercus sp.; Rechtsverordnung aufgehoben                                    | Direkt Bild zu diesem Denkmal hochladen |
|     | Fichtenhorst auf der Bismarckshöhe | Traben, südöstlich des Ortes; Abteilung Auf Dollscheid Lage    | Picea abies, flächenhaftes Naturdenkmal; Rechtsverordnung aufgehoben        | Direkt Bild zu diesem Denkmal hochladen |
|     | Drei alte Kastanienbäume           | Trarbach, südöstlich des Ortes; Abteilung Kastanienwäldchen    | Castanea sativa, drei Bäume an drei Standorten; Rechtsverordnung aufgehoben | Direkt Bild zu diesem Denkmal hochladen |
|     | Lindenallee                        | Trarbach, Wildbadstraße Lage                                   | Tilia sp.; Rechtsverordnung aufgehoben                                      | Direkt Bild zu diesem Denkmal hochladen |
|     | Gebüsch und Baumgruppe             | Trarbach, östlich des Ortes an der L 192; Flur Urzhütt Lage    | flächenhaftes Naturdenkmal; Rechtsverordnung aufgehoben                     | Direkt Bild zu diesem Denkmal hochladen |
|     | Gehölzgruppe                       | Trarbach, östlich des Ortes an der L 192; Flur Peschelt Lage   | flächenhaftes Naturdenkmal; Rechtsverordnung aufgehoben                     | Direkt Bild zu diesem Denkmal hochladen |
|     | Stockeichen und Gebüschgruppen     | Traben, südöstlich des Ortes an der L 192; Flur Hohwiesen Lage | flächenhaftes Naturdenkmal; Rechtsverordnung aufgehoben                     | Direkt Bild zu diesem Denkmal hochladen |
|     | Eine Weide und eine Erle           | Traben                                                         | Salix sp. und Alnus sp., je ein Baum; Rechtsverordnung aufgehoben           | Direkt Bild zu diesem Denkmal hochladen |
|     | Nussbaumgruppe am Moselufer        | Traben, Rißbacher Straße, bei Nr. 165 Lage                     | Juglans regia, mehrere Bäume; Rechtsverordnung aufgehoben                   | Direkt Bild zu diesem Denkmal hochladen |
|     | Zwei Pyramidenpappeln              | Traben, Rißbacher Straße, bei Nr. 173 Lage                     | Populus nigra 'Italica', zwei Bäume; Rechtsverordnung aufgehoben            | Direkt Bild zu diesem Denkmal hochladen |
|     | Ein alter Nussbaum                 |                                                                | Juglans regia; Rechtsverordnung aufgehoben                                  | Direkt Bild zu diesem Denkmal hochladen |